# Jérôme Theunis
Jérôme Theunis (Brussel, 10 maart 1980) is een golfprofessional uit België.

## Levensloop
Theunis startte met golf toen hij twaalf jaar oud was. Mede dankzij zijn goede resultaten in de nationale juniorenploeg kon hij een beurs krijgen voor de Southern Methodist University in de Amerikaanse stad Dallas. Hij studeerde daar vijf jaar lang.
Theunis werd in 2003 professional en probeerde via de Tourschool toegang tot de Europese Tour te krijgen. In 2006 en 2007 eindigt hij in de top-100 van de Europese Challenge Tour. In 2009 behaalde hij enkele top-10 plaatsen op de Alps Tour, maar op de Tourschool haalde hij de Second Stage niet.
In 2010 beëindigde hij zijn carrière en hij behaalde vervolgens een diploma als trainer. Hij trainde onder andere Michael Lorenzo-Vera en Nicolas Colsaerts.
Tijdens de Olympische Zomerspelen 2024 was hij teamcoach van de Belgische golfers.
Theunis is in 2006 getrouwd.

### Amateur

#### Gewonnen
- Kampioen junioren in 1995, 1996, 1997 en 1998
- 1998: Belgisch Omnium

### Professional

#### Gewonnen
Nationaal
- 2004: Belgisch Omnium

Alps Tour
- 2004: Open de Neuchâtel

#### Teams
- Interland Holland - België: 2009
- World Cup: 2011